# Comté d'Avallon
Le comté d'Avallon est une entité féodale, en Bourgogne, qui a été créée par les Carolingiens et qui est passée par mariage dans la maison des ducs robertiens de Bourgogne, avant d'entrer en 1004 dans le domaine royal. Les comtes capétiens s'y sont fait représenter par des vicomtes de la maison de Chastellux.

## Histoire
Le comté d'Avallon existe depuis le temps de Charlemagne. En 806 ce dernier le donne à Louis le Pieux, de qui le comté passe en 817 à son fils Pépin. Le comte Aubert, qui possédait le comté vers 840, a comme successeur Gérard de Roussillon. 
Le comté d'Avallon appartient aux ducs robertiens : Otton de Bourgogne (960-965), Henri Ier de Bourgogne (965-1002). Lors de la crise de succession de Bourgogne (1002-1015), le comté d'Avallon est repris et conservé par le roi Robert le Pieux. Aucun titulaire particulier n'a été désigné depuis lors à la tête de ce comté, qui a été compris dans l'apanage constitué en faveur du fils cadet du roi, Robert Ier de Bourgogne, fondateur d'une nouvelle dynastie ducale en Bourgogne.
De ce fait, les Capétiens ont fait exercer les fonctions administratives et judiciaires par un vicomte. Il sera constaté au XIIe siècle que la famille de Chastellux tient la charge vicomtale.
Le comté d'Avallon s'étendait en gros de Rouvray à Vézelay, d'est en ouest, et de Sarry à Corbigny, du nord au sud.

## Vicomtes d'Avallon
- 1532 : Charlotte Saladin de Montmorillon, qui apporta ce comté en dot à son époux, Gabriel de La Perrière, seigneur de Billy, qu'elle épousa le 22 février 1532. Elle tenait ce fief du côté de sa mère, de la famille de Chastellux [3]. Elle apporta également la seigneurie du Bouchet et la vicomté d'Avallon[4].